# Южное (сельское поселение, Тульская область)
Муниципальное образование «Южное» — упразднённое муниципальное образование в составе Венёвского района Тульской области России.
Административный центр — деревня Кукуй.

## История
Муниципальное образование «Южное» было сформировано в результате объединения Бельковского и Кукуйского сельских округов. Упразднено	1 апреля 2014 года.
Администрация муниципального образования «Южное» как юридическое лицо была образована 23 января 2006 года и ликвидирована 27 октября 2015 года.

## Население
| 2010 | 2012  | 2013  | 2014  |
| ---- | ----- | ----- | ----- |
| 1409 | ↗1492 | ↗1585 | ↘1395 |

## Населенные пункты
На территории поселения находилось 30 населённых пунктов:
- посёлки: Бельковский, Ляховский, Октябрьский, Первомайский, Подлесный, Торбеевский.
- деревни: Кукуй, Алексинцево, Большая Связьма, Быковка, Воейково, Городищи, Грызловка, Дьяково, Жуково, Ивановское, Касторня, Крюково, Малая Связьма, Масловка, Сергиево, Татарники, Торбеевка, Шилово.
- села: Ананское, Арсеньево, Бельково, Карники, Петропавловское.

## Интересные факты
- Н. П. Барсов приурочивал местонахождение племенного центра вятичей Корьдно к подобно звучащим современным местностям — Карнали на реке Зуша и к Карникам Венёвского уезда на реке Корничка.[источник не указан 367 дней]
- На городище «Городки», расположенном на окраине деревни Городищи при впадении речки Корничка в реку Шат, был обнаружен древнерусский город с укреплённым детинцем и окольным городом XII—XIV веков[10].